# Antonio Gutiérrez Limones
Antonio Gutiérrez Limones (Alcalá de Guadaíra, 6 de enero de 1963) es un político español del PSOE. Fue alcalde de su pueblo desde 1995 a 2016, y senador por la provincia de Sevilla, desde el 9 de marzo de 2008 al 12 de enero de 2016.
En el Senado fue representante del Grupo Territorial "Socialistas de Andalucía", ejerce como portavoz adjunto del Grupo Parlamentario Socialista (GPS) y es miembro titular de la Diputación Permanente.

## Trayectoria
- Miembro de la Comisión ejecutiva de EMASESA (desde 1995). Presidente de la Fundación Alcalá Innova (desde 2000). Presidente del Consejo de Administración de Innovar en Alcalá S.L. (desde 2003). Presidente del Consejo de Administración de GESI-9 S.A. (desde 2005).
- Alcalde-presidente Ayuntamiento de Alcalá de Guadaíra (Sevilla) durante el periodo 1995-1999.
- Diputado provincial de Sevilla durante el periodo 1995-1999.
- Alcalde-presidente Ayuntamiento de Alcalá de Guadaíra (Sevilla) durante el periodo 1999-2003.
- Vicepresidente Diputación Provincial de Sevilla durante el periodo 1999-2003.
- Alcalde-presidente Ayuntamiento de Alcalá de Guadaíra (Sevilla) durante el periodo 2003-2007 , 2007-2011 y durante 2011 - 2015.
- Senador del PSOE por la provincia de Sevilla desde 2008 a 2016